# Alfred Neuland
Alfred Neuland, född 10 oktober 1895 i Valga, död 16 november 1966 i Tallinn, var en estländsk tyngdlyftare.
Neuland blev olympisk guldmedaljör i 67,5-kilosklassen i tyngdlyftning vid sommarspelen 1920 i Antwerpen.